# Arquipelago Rupēs
Le Arquipelago Rupēs sono una struttura geologica della superficie di Mercurio.